# استقطاب المجموعة
استقطاب المجموعة في علم النفس الاجتماعي، يشير الاستقطاب الجماعي إلى ميل المجموعة لاتخاذ قرارات أكثر تطرفًا من الميل الأولى لأعضائها. هذه القرارات الأكثر تطرفاً تتجه نحو خطر أكبر إذا كانت ميول الأفراد المبدئية محفوفة بالمخاطر وتتوخى مزيدا من الحذر إذا كانت الميول الأولية للأفراد هي توخي الحذر. تشير الظاهرة أيضًا إلى أن موقف المجموعة تجاه الموقف قد يتغير بمعنى أن المواقف الأولية للأفراد قد تعززت وتكثفت بعد المناقشة الجماعية، وهي ظاهرة تعرف باسم استقطاب المواقف.

## نظرة عامة
الاستقطاب الجماعي هو ظاهرة مهمة في علم النفس الاجتماعي ويمكن ملاحظتها في العديد من السياقات الاجتماعية. على سبيل المثال، تميل مجموعة من النساء اللواتي يعتنقن آراء نسوية معتدلة إلى إظهار معتقدات مؤيدة للنسوية عقب مناقشة المجموعة. وبالمثل، فقد أظهرت أنه بعد التداول معًا، قرر أعضاء هيئة المحلفين في كثير من الأحيان قرارات التعويض العقابي التي كانت أكبر أو أصغر من المقدار الذي كان يفضله أي محلف شخصي قبل المداولات. وأشارت الدراسات إلى أنه عندما يفضل المحلفون جائزة منخفضة نسبيًا، فإن المناقشة ستؤدي إلى نتيجة أكثر تساهلاً، بينما إذا كانت هيئة المحلفين تميل إلى فرض عقوبة صارمة، فإن المناقشة ستجعلها أكثر قسوة. علاوة على ذلك، في السنوات الأخيرة، قدمت الإنترنت ووسائل الإعلام الاجتماعية عبر الإنترنت فرصًا لمراقبة استقطاب المجموعات وتجميع الأبحاث الجديدة. وجد علماء النفس أن وسائل الإعلام الاجتماعية مثل فيسبوك وتويتر تثبت أن استقطاب المجموعة يمكن أن يحدث حتى عندما لا تكون المجموعة معا جسديا. وطالما أن مجموعة الأفراد تبدأ بنفس الرأي الأساسي حول الموضوع ويستمر الحوار المستمر، يمكن أن يحدث استقطاب المجموعة.
لقد أوحت الأبحاث بأن المجموعات الراسخة تعاني من الاستقطاب، كما تفعل المجموعات التي تناقش المشاكل المعروفة جيداً. ومع ذلك، في الحالات التي تكون فيها الجماعات حديثة التكوين إلى حد ما والمهام جديدة، يمكن أن يظهر استقطاب المجموعة تأثيرًا أكثر عمقًا على عملية صنع القرار.

## استقطاب المواقف
استقطاب المواقف، المعروف أيضا باسم استقطاب الاعتقاد وتأثير الاستقطاب، هو ظاهرة يصبح فيها الخلاف أكثر تطرفا حيث تنظر الأطراف المختلفة في الأدلة على هذه القضية. إنه أحد آثار التحيز في التأكيد: ميل الناس للبحث عن الأدلة وتفسيرها بشكل انتقائي، لتعزيز معتقداتهم أو مواقفهم الحالية. عندما يواجه الأشخاص أدلة غامضة، يمكن أن يؤدي هذا التحيز إلى تفسير كل منهم على أنه يدعم مواقفهم الحالية، ويوسع بدلا من تضييق الخلاف بينهما. 
لوحظ التأثير مع القضايا التي تنشط العواطف، مثل القضايا «زر الساخنة» السياسية.  بالنسبة لمعظم القضايا، لا ينتج دليل جديد تأثير الاستقطاب.  بالنسبة للمسائل التي تم العثور فيها على الاستقطاب، فإن مجرد التفكير في المسألة، دون التفكير في أدلة جديدة، ينتج التأثير.  كما تم الاستشهاد بعمليات المقارنة الاجتماعية كتفسير للأثر، والذي يتم زيادته من خلال الإعدادات التي يكرر فيها الناس ويقررون صحة بيانات بعضهم البعض.  هذا الميل الظاهر لا يهم فقط علماء النفس، ولكن أيضا لعلماء الاجتماع  والفلاسفة. 

### النتائج التجريبة
منذ أواخر الستينات، قام علماء النفس بعدد من الدراسات حول مختلف جوانب استقطاب المواقف.
في عام 1979، قام تشارلز لورد ولي روس ومارك ليبر  بإجراء دراسة اختاروا فيها مجموعتين من الأشخاص، مجموعة واحدة تؤيد بشدة عقوبة الإعدام، بينما عارضها الآخر بشدة. قام الباحثون في البداية بقياس القوة التي يحتفظ بها الناس في مواقعهم. في وقت لاحق، تم وضع كل من الأشخاص المؤيدين والمعادين للعقوبة في مجموعات صغيرة وعرضت واحدة من ورقتين، يحتوي كل منها على بيان حول نتائج مشروع بحث مكتوب عليه. فمثلا:
 قارن كرونر وفيليبس (1977) معدلات القتل للسنة السابقة والسنة بعد تبني عقوبة الإعدام في 14 ولاية. في 11 ولاية من أصل 14 ولاية، كانت معدلات القتل أقل بعد تبني عقوبة الإعدام. يدعم هذا البحث الأثر الرادع لعقوبة الإعدام. 

أو:

قارن بالمر وكراندال (1977) معدلات القتل في 10 أزواج من الدول المجاورة مع قوانين مختلفة لعقوبة الإعدام. في 8 من أصل 10 أزواج، كانت معدلات القتل أعلى في الولاية مع عقوبة الإعدام. يعارض هذا البحث التأثير الرادع لعقوبة الإعدام. 
سأل الباحثون مرة أخرى الناس عن قوة معتقداتهم حول تأثير الردع لعقوبة الإعدام، وسألتهم هذه المرة أيضًا عن الأثر الذي أحدثه هذا البحث على مواقفهم.
في المرحلة التالية من البحث، تم إعطاء المشاركين مزيدًا من المعلومات حول الدراسة الموضحة على البطاقة التي تلقوها، بما في ذلك تفاصيل الأبحاث، ونقد الأبحاث، وردود الباحثين على هذه الانتقادات. تم إعادة قياس درجة التزام المشاركين بمواقفهم الأصلية، وسئل المشاركون عن جودة البحث وأثر البحث على معتقداتهم. وأخيرًا، أعيد تشغيل التجربة على جميع المشاركين باستخدام بطاقة دعمت الموقف العكسي الذي رأوه في البداية.
وجد الباحثون أن الناس يميلون إلى الاعتقاد بأن الأبحاث التي دعمت وجهات نظرهم الأصلية قد تم إجراؤها بشكل أفضل وكانت أكثر إقناعا من الأبحاث التي لم تفعل.  أيا كان الموقف الذي عقدوه في البداية، كان الناس يميلون إلى الحفاظ على هذا الموقف بقوة أكبر بعد قراءة الأبحاث التي دعمته. اللورد وآخرون. نشير إلى أنه من المعقول أن يكون الناس أقل انتقادا للأبحاث التي تدعم وضعهم الحالي، ولكن يبدو أقل عقلانية بالنسبة للناس لزيادة قوة مواقفهم بشكل ملحوظ عندما يقرؤون الأدلة الداعمة.  عندما قرأ الناس الأبحاث التي دعمت وجهات نظرهم والبحث الذي لم يفعلوا ذلك، كانوا يميلون إلى الاحتفاظ بمواقفهم الأصلية بقوة أكبر من قبل حصولهم على تلك المعلومات.  يجب فهم هذه النتائج في سياق العديد من المشاكل في تنفيذ الدراسة، بما في ذلك تغيير الباحثين لقياس نتائج المتغير، لذا كان تغيير اتجاه القياس مستحيلاً، وقياس الاستقطاب باستخدام تقييم ذاتي لتغيير الموقف. ليس مقياسًا مباشرًا لكيفية حدوث التغيير. 

## اختيار التحولات
وتتشابه استقطاب المجموعة ونوبات الاختيار من نواح عديدة؛ ومع ذلك، فإنها تختلف في طريقة واحدة متميزة. يشير الاستقطاب الجماعي إلى تغيير المواقف على المستوى الفردي بسبب تأثير المجموعة، ويشير تغيير الاختيار إلى نتيجة تغيير هذا الموقف؛ أي الفرق بين متوسط المواقف بين أعضاء المجموعة في المجموعة السابقة ونتائج قرار المجموعة.
تعتبر التحولات الخطرة والحذرة جزءًا من فكرة أكثر عمومية تعرف باسم استقطاب المواقف الناجمة عن المجموعة. على الرغم من أن الاستقطاب الجماعي يتعامل بشكل رئيسي مع قرارات و / أو آراء تنطوي على مخاطرة، فقد ثبت أن التحولات الناتجة عن المناقشة تحدث على العديد من مستويات عدم المخاطرة. هذا يشير إلى أن ظاهرة عامة من التحولات والاختيارات موجودة بصرف النظر عن القرارات المتعلقة بالمخاطر فقط.[بحاجة لتوضيح] وجد ستونر  أن القرار يتأثر بالقيم وراء ظروف القرار. وجدت الدراسة أن المواقف التي تفضل عادة البديل الأكثر خطورة تزيد من التحولات الخطرة. أكثر من ذلك، فإن المواقف التي تفضل عادة البديل الحذر تزيد من التحولات الحذرة. هذه النتائج تظهر أيضا أهمية التحولات الجماعية السابقة. يتم شرح التحولات في الاختيار بشكل أساسي من خلال القيم البشرية المختلفة إلى حد كبير ومدى احتفاظ الفرد بهذه القيم. وفقا ل Moscovici وآخرون. التفاعل داخل مجموعة والاختلافات في الرأي ضرورية لاستقطاب المجموعة. في حين أن المتطرف في المجموعة قد يؤثر في الرأي، إلا أن التغيير لا يمكن أن يحدث إلا من خلال التفاعل الكافي والمناسب داخل المجموعة. بعبارة أخرى، لن يكون للمتطرف أي تأثير دون تفاعل. أيضا، موسكوفيس وآخرون. وجدت تفضيلات فردية ليكون غير ذي صلة؛ هي اختلافات في الرأي والتي سوف تتسبب في التحول. توضح هذه النتيجة كيف أن رأي واحد في المجموعة لن يؤثر على المجموعة. إنه مزيج من كل الآراء الفردية التي ستؤثر.

## التاريخ والأصول
يمكن تتبع دراسة استقطاب المجموعة مرة أخرى إلى أطروحة ماجستير غير منشورة عام 1961 من قبل جيمس ستونر طالب في معهد ماساتشوستس للتكنولوجيا، الذي لاحظ ما يسمى «التحول الخطير». يؤكد مفهوم التحول الخطير على أن قرارات المجموعة أكثر خطورة من متوسط القرارات الفردية للأعضاء قبل اجتماع المجموعة.
في الدراسات المبكرة، تم قياس ظاهرة التحول الخطرة باستخدام مقياس يعرف باسم استبيان الاختيار معضلات. تطلب هذا الإجراء من المشاركين النظر في سيناريو افتراضي يواجه فيه الفرد معضلة ويجب أن يتخذ خيارًا لحل المشكلة المطروحة. ثم طلب من المشاركين تقدير احتمال أن يكون خيار معين ذا فائدة أو خطر على الفرد الذي تجري مناقشته. خذ بعين الاعتبار المثال التالي:
"السيد أ، مهندس كهربائي، متزوج ولديه طفل واحد، يعمل في شركة كبيرة للإلكترونيات منذ تخرجه من الكلية قبل خمس سنوات. وهو مطمئن إلى وظيفة مدى الحياة مع راتب متواضع، وإن كان كافياً، وليبرالي. من ناحية أخرى، من غير المرجح أن يزيد راتبه كثيراً قبل أن يتقاعد، في حين يحضر السيد "أ" وظيفة مع شركة صغيرة مؤسّسة حديثًا تتمتع بمستقبل غير مضمون إلى حد كبير. وستدفع المهمة الجديدة المزيد لتبدأ وتوفر إمكانية الحصول على حصة في الشركة إذا نجت الشركة من منافسة الشركات الكبرى. وطُلب من المشاركين بعد ذلك تخيل أنهم يقدمون المشورة للسيد أ. ومن ثم سيتم تزويدهم بسلسلة من الاحتمالات التي تشير إلى ما إذا كانت الشركة الجديدة التي عرضت عليه منصباً مستقرة من الناحية المالية. سوف تقرأ على النحو التالي
"الرجاء التحقق من أدنى احتمال أن تعتبره مقبولًا لجعله جديرًا بالسيد" أ لأخذ الوظيفة الجديدة."
- فرص 1 من 10 أن الشركة سوف تثبت سليمة ماليا.
- فرصة 3 من 10 أن الشركة ستثبت سليمة مالياً.
- احتمالات 5 من 10 أن الشركة سوف تثبت سليمة ماليا.
- فرصة 7 من 10 أن الشركة ستثبت سليمة مالياً.
- فرصة 9 من 10 أن الشركة سوف تثبت سليمة مالياً.

ضع الشيك هنا إذا كنت تعتقد أن السيد أ لا يجب أن يأخذ الوظيفة الجديدة مهما كانت الاحتمالات.
أكمل الأفراد الاستبيان واتخذوا قراراتهم بشكل مستقل عن الآخرين. في وقت لاحق، سيطلب منهم الانضمام إلى مجموعة لإعادة تقييم خياراتهم. وتشير الدراسات الأولية باستخدام هذه الطريقة، التي أشارت إليها التحولات في القيمة المتوسطة، إلى أن قرارات المجموعة كانت أكثر خطورة نسبياً من تلك التي اتخذها الأفراد. هذا الاتجاه حدث أيضًا عندما تم جمع الأحكام الفردية بعد مناقشة المجموعة وحتى عندما تأخرت التدابير الفردية بعد المناقشة من أسبوعين إلى ستة أسابيع.
كان اكتشاف هذا التحول المحفوف بالمخاطر يعتبر مفاجئًا ومضادًا للبديهية، لا سيما وأن العمل السابق في عشرينيات وثلاثينيات القرن العشرين من قِبل البورت وغيره من الباحثين أشار إلى أن الأفراد اتخذوا قرارات أكثر تشددًا من تلك التي اتخذتها المجموعات، مما أدى إلى توقع أن تتخذ المجموعات قرارات من شأنها تتفق مع متوسط مستوى المخاطر لأعضائها. أدت النتائج التي أظهرها ستونر على ما يبدو إلى الحدس البديهي إلى طفرة من الأبحاث حول التحول الخطير، والذي كان يُعتقد في الأساس أنه استثناء حالة خاصة للممارسة القياسية لصنع القرار. وقد استنتج الكثير من الناس أن الأشخاص في إطار المجموعة سوف يتخذون القرارات بناءً على ما يفترض أنه مستوى المخاطر الإجمالي للمجموعة؛ لأن عمل ستونر لم يعالج بالضرورة هذا الموضوع المحدد، ولأنه يبدو أنه يتناقض مع تعريف ستونر المبدئي للتحول الخطير، فإن جدلًا إضافيًا قد أدى إلى قيام باحثين بمزيد من التدقيق في الموضوع. لكن في أواخر الستينيات، أصبح من الواضح أن التحول المحفوف بالمخاطر ما هو إلا نوع واحد من المواقف العديدة التي أصبحت أكثر تطرفًا في المجموعات، مما دفع موسكوفيتشي وزافالوني إلى وصف ظاهرة «استقطاب المجموعة» ككل.
في وقت لاحق، بدأت فترة عشر سنوات من دراسة مدى انطباق استقطاب المجموعة إلى عدد من المجالات في كل من إعدادات المختبر والميدان. هناك قدر كبير من الأدلة التجريبية التي توضح ظاهرة الاستقطاب الجماعي. لقد كان الاستقطاب الجماعي يُنظر إليه على نطاق واسع باعتباره عملية أساسية لاتخاذ القرارات الجماعية وكان راسخًا، ولكنه ظل غير واضح ومحيرًا نظرًا لأن آلياته لم تكن مفهومة تمامًا.

## مناهج نظرية كبرى
وبمجرد اكتشاف ظاهرة استقطاب المجموعات، تم عرض عدد من النظريات للمساعدة في تفسيرها وحسابها. تم تضييق هذه التوضيحات تدريجياً وتجمّعها معاً إلى أن بقيت آليتان أساسيتان، وهما المقارنة الاجتماعية والتأثير المعلوماتي.

### نظرية المقارنة الاجتماعية
استخدمت نظرية المقارنة الاجتماعية، أو نظرية التأثير المعياري، على نطاق واسع لشرح الاستقطاب الجماعي. وفقا لتفسير المقارنة الاجتماعية، يحدث الاستقطاب الجماعي نتيجة لرغبة الأفراد في الحصول على القبول والنظر إليه بطريقة مواتية من قبل مجموعتهم. تقول النظرية أن الناس يقارنون أفكارهم لأول مرة بتلك التي تحتفظ بها بقية المجموعة. يراقبون ويقيّمون ما تقدره المجموعة وتفضله. من أجل كسب القبول، يتخذ الناس موقفا مشابها لأي شخص آخر ولكن أكثر تطرفا. من خلال القيام بذلك، يدعم الأفراد معتقدات المجموعة بينما لا يزالون يقدمون أنفسهم كقادة «مجموعة» للإعجاب. إن وجود عضو له وجهة نظر أو موقف متطرف لا يزيد من استقطاب المجموعة. أثبتت الدراسات المتعلقة بالنظرية أن التأثير المعياري هو أكثر احتمالًا في القضايا القضائية، وهدف جماعي يتمثل في الانسجام، وأعضاء المجموعة الموجهين نحو الأشخاص، والاستجابات العامة.

### التأثير المعلوماتي
كما تم استخدام التأثير المعلوماتي، أو نظرية الحجج المقنعة، لشرح استقطاب المجموعة، وهو ما يعترف به علماء النفس اليوم. يفترض تفسير الحجج المقنع أن الأفراد يصبحون أكثر اقتناعاً بآرائهم عندما يسمعون حججاً جديدة لدعم موقفهم. تفترض النظرية أن كل عضو في المجموعة يدخل المناقشة على بينة من مجموعة من المعلومات أو الحجج التي تميل إلى جانبي القضية، ولكنه يميل نحو ذلك الجانب الذي يضم كمية أكبر من المعلومات. بعبارة أخرى، يقوم الأفراد على أساس خياراتهم الفردية من خلال تقييمهم للذكريات المؤيدة والمعارضة. تتم مشاركة بعض هذه العناصر أو الوسيطات بين الأعضاء بينما يتم إلغاء مشاركة بعض العناصر، والتي يكون فيها جميع الأعضاء باستثناء عضو واحد قد درسوا هذه الوسائط من قبل. بافتراض أن معظم أعضاء المجموعة أو جميعهم يميلون في نفس الاتجاه، أثناء المناقشة، يتم التعبير عن عناصر المعلومات غير المساندة التي تدعم هذا الاتجاه، والتي توفر للأعضاء الذين لم يكونوا في السابق مدركين لها سببًا أكبر للالتزام في هذا الاتجاه. ينقل النقاش الجماعي ثقل الأدلة حيث يعبر كل عضو في المجموعة عن حججه، ويسلط الضوء على عدد من المواقف والأفكار المختلفة. تشير الأبحاث إلى أن التأثير المعلوماتي أكثر احتمالًا من خلال القضايا الفكرية، وهو هدف المجموعة في اتخاذ القرار الصحيح، وأعضاء المجموعة الموجهين نحو المهام، والاستجابات الخاصة. علاوة على ذلك، تشير الأبحاث إلى أنه ليس مجرد مشاركة المعلومات التي تتنبأ باستقطاب المجموعة. بدلا من ذلك، كمية المعلومات والإقناع من الحجج تتوسط مستوى الاستقطاب من ذوي الخبرة.
في سبعينيات القرن العشرين، ظهرت حجج كبيرة حول ما إذا كانت الجدلية المقنعة وحدها هي السبب في استقطاب المجموعة. لقد نجح تحليل دانيال إيسنبرغ عام 1986 للبيانات المجمعة من قبل كل من الحجة المقنعة ومعسكرات المقارنة الاجتماعية، في جزء كبير منه، في الإجابة على الأسئلة حول الآليات السائدة. خلص إيسينبرغ إلى أن هناك أدلة قوية على أن كلا التأثيرين كانا يعملان في وقت واحد، وأن نظرية الحجج المقنعة تعمل عندما لا تكون المقارنة الاجتماعية، والعكس صحيح.

### التصنيف الذاتي والهوية الاجتماعية
في حين أن هاتين النظريتين هما الأكثر قبولًا على نطاق واسع كتفسيرات لاستقطاب المجموعة، فقد تم اقتراح نظريات بديلة. الأكثر شعبية من هذه النظريات هي نظرية التصنيف الذاتي. تنبع نظرية التصنيف الذاتي من نظرية الهوية الاجتماعية، التي تؤكد أن المطابقة تنبع من العمليات النفسية؛ وهذا يعني أن كونك عضوًا في المجموعة يتم تعريفه على أنه التصور الذاتي للذات كعضو في فئة معينة. وبناء على ذلك، فإن مؤيدي نموذج التصنيف الذاتي يمسكون بأن استقطاب المجموعة يحدث لأن الأفراد يتعرفون على مجموعة معينة ويتطابقون مع وضع المجموعة النموذجي الأكثر تطرفًا من متوسط المجموعة. على النقيض من نظرية المقارنة الاجتماعية ونظرية الجدال المقنع، يحافظ نموذج التصنيف الذاتي على أن عمليات التصنيف بين المجموعات هي سبب استقطاب المجموعة 
تم العثور على دعم لنظرية التصنيف الذاتي، والتي تفسر استقطاب المجموعة باعتبارها مطابقة لمعايير مستقطبة، من قبل Hogg، و Turner، و Davidson في عام 1990. في تجربتهم، أعطى المشاركون توصيات إجماع ما قبل الاختبار، وبعد الاختبار، والمجموعة على ثلاثة أنواع من معضلة الاختيار (محفوفة بالمخاطر أو محايدة أو حذرة). افترض الباحثون أن المجموعة التي تواجهها مجموعة خارجية محفوفة بالمخاطر سوف تستقطبها نحو الحذر، حيث أن المجموعة التي تواجهها مجموعة تفكير حذرة ستستقطب المخاطرة، وستقوم مجموعة في وسط الإطار الاجتماعي المرجعي، والتي تواجهها مجموعات خارجية محفوفة بالمخاطر وحذر، لا يستقطبها بل سيتقارب على متوسط الاختبار السابق. دعمت نتائج الدراسة فرضيتهم في أن المشاركين تقاربوا على معيار مستقطب تجاه المخاطر على المواد الخطرة وإلى الحذر على المواد الحذر. وجدت دراسة مماثلة أخرى أن النماذج الأولية في المجموعة أصبحت أكثر استقطابًا حيث أصبحت المجموعة أكثر تطرفًا في السياق الاجتماعي. وهذا يزيد من تقديم الدعم لشرح التصنيف الذاتي لاستقطاب المجموعة.

## تطبيقات الحياة المختلفة

### الإنترنت
لقد مكنت الشعبية المتزايدة والعدد المتزايد من منصات التواصل الاجتماعي عبر الإنترنت، مثل فيسبوك وتوتير، الناس من البحث عن الأفكار ومشاركتها مع الآخرين الذين لديهم اهتمامات وقيم متشابهة، مما يجعل تأثيرات الاستقطاب الجماعي واضحة بشكل متزايد، خاصة في الجيل Y من الأفراد. بفضل هذه التكنولوجيا، يمكن للأفراد تنظيم مصادر معلوماتهم والآراء التي يتعرضون لها، وبالتالي تعزيز وتقوية وجهات نظرهم مع تجنب المعلومات والمناظير التي يختلفون معها.
حللت إحدى الدراسات أكثر من 30000 تغريدة على تويتر فيما يتعلق بإطلاق النار على جورج تيلر، وهو طبيب إجهاض متأخر، حيث تم تحليل تغريدات كانت محادثات بين المؤيدين للحياة والمؤيدين للإجهاض بعد التصويت. ووجدت الدراسة أن الأفراد المتماثلين في التفكير قد عززوا هوية المجموعة في حين عززت الردود بين الأفراد ذوي العقليات المختلفة انقسامًا في الانتماء.
في دراسة أجرتها Sia et al. في عام 2002، وجد أن استقطاب المجموعة يحدث مع المناقشات عبر الإنترنت (عبر الكمبيوتر). على وجه الخصوص، وجدت هذه الدراسة أن مناقشات المجموعة، التي أجريت عندما يكون المناقشون موزعون (لا يمكن رؤية بعضهم البعض) أو بيئة مجهولة (لا يمكن التعرف على بعضهم البعض)، يمكن أن تؤدي إلى مستويات أعلى من الاستقطاب الجماعي مقارنة بالاجتماعات التقليدية. ويعزى ذلك إلى عدد أكبر من الحجج الجديدة التي تم توليدها (بسبب نظرية الحجج المقنعة) وارتفاع معدل السلوك الواحد (بسبب المقارنة الاجتماعية).
ومع ذلك، تشير بعض الأبحاث إلى وجود اختلافات مهمة في استقطاب مجموعة القياس في التجارب المختبرية مقابل التجارب الميدانية. أظهرت دراسة أجرتها تايلور وماكدونالد في عام 2002  وضعًا واقعيًا لنقاش بوساطة الكمبيوتر، لكن الاستقطاب الجماعي لم يحدث بالمستوى المتوقع. كما أظهرت نتائج الدراسة أن تفكير المجموعة يحدث في المناقشات التي تتم بوساطة الكمبيوتر أقل مما يحدث عندما يكون الناس وجهًا لوجه. علاوة على ذلك، غالباً ما تفشل المناقشات التي تتم بوساطة الكمبيوتر في التوصل إلى إجماع جماعي، أو تؤدي إلى قدر أقل من الرضا عن التوافق الذي تم التوصل إليه، مقارنةً بالمجموعات العاملة في بيئة طبيعية. علاوة على ذلك، أجريت التجربة على مدى أسبوعين، مما دفع الباحثين إلى اقتراح أن استقطاب المجموعة قد لا يحدث إلا على المدى القصير. بشكل عام، تشير النتائج إلى أن استقطاب المجموعة لا يكون سائدًا كما أشارت الدراسات السابقة، ولكن نظريات المجموعة، بشكل عام، قد لا يمكن التنبؤ بها عند رؤيتها في مناقشة ذات صلة بالكمبيوتر.

### السياسة والقانون
تمت مناقشة الاستقطاب الجماعي على نطاق واسع من حيث السلوك السياسي (انظر الاستقطاب السياسي). حدد الباحثون زيادة في الاستقطاب العاطفي بين الناخبين في الولايات المتحدة، وذكروا أن العداء والتمييز تجاه الحزب السياسي المعارض زاد بشكل كبير مع مرور الوقت.
الاستقطاب الجماعي له نفس التأثير في السياقات القانونية. أظهرت دراسة قيمت ما إذا كان قضاة محاكم المقاطعات الفدرالية يتصرفون بشكل مختلف عندما يجلسون لوحدهم، أو في مجموعات صغيرة، تثبت أن هؤلاء القضاة الذين كانوا يجلسون لوحدهم قد اتخذوا إجراءات قصوى 35٪ من الوقت، في حين أن القضاة الذين كانوا يجلسون في مجموعة من ثلاثة اتخذوا إجراءات صارمة. ٪ من الوقت. هذه النتائج جديرة بالملاحظة لأنها تشير إلى أنه حتى صانعي القرار المحترفين والمدربين يخضعون لتأثيرات استقطاب المجموعة.

### الحرب والسلوك العنيف
تم الإبلاغ عن حدوث استقطاب جماعي خلال أوقات الحرب وأوقات النزاع الأخرى ويساعد على تفسير جزء من السلوك العنيف والنزاع. اقترح الباحثون، على سبيل المثال، أن الصراع العرقي يؤدي إلى تفاقم الاستقطاب بين المجموعات من خلال تعزيز الهوية مع الجماعة وبين العداء تجاه المجموعة الخارجية. في حين أن الاستقطاب يمكن أن يحدث في أي نوع من أنواع الصراع، إلا أنه له أكبر تأثير مدمر على نطاق واسع في الصراعات بين المجموعات والسياسات العامة والصراعات الدولية.

### الحياة الجامعية
على نطاق أصغر، يمكن أيضا رؤية استقطاب المجموعة في الحياة اليومية للطلاب في التعليم العالي. ذكرت دراسة أجرتها مايرز في عام 2005 أن الفروق الأولية بين طلاب الجامعات الأمريكية أصبحت أكثر مع مرور الوقت. على سبيل المثال، يميل الطلاب الذين لا ينتمون إلى الأخويات والجمعيات النسائية إلى أن يكونوا أكثر ليبرالية سياسياً، ويزداد هذا الفرق على مدار مسارهم الجامعي. ويرى الباحثون أن هذا يفسر جزئيا على الأقل باستقطاب المجموعة، حيث يميل أعضاء المجموعة إلى تقوية الميول والآراء لبعضهم البعض.